# Søsterbekk (przystanek kolejowy)
Søsterbekk – kolejowy przystanek osobowy w Søsterbekk, w regionie Nordland, w Norwegii. Leży 29,73 km na wschód od Narwik. Jest położony na wysokości 373,5 m n.p.m.

## Ruch pasażerski
Leży na linii Ofotbanen. Stacja obsługuje ruch pasażerski z Kiruną, Luleå i Sztokholmem w ilości 4 pociągów dziennie. Jedynym przewoźnikiem są szwedzkie linie kolejowe SJ AB.

## Obsługa pasażerów
Poczekalnia, WC. Odprawa pasażerów odbywa się w pociągu.